# Szczeglino
Szczeglino (do 1945 niem.: Steglin) – wieś sołecka w Polsce położona w województwie zachodniopomorskim, w powiecie koszalińskim, w gminie Sianów.
Według danych z 30 czerwca 2003 r. wieś miała 306 mieszkańców.
We wsi kościół z 1908 o neogotyckim kształcie, w szczytowych elewacjach nawy, wieża podwyższona schodkowymi naczółkami, na dachu wieży latarenka. Na pobliskim cmentarzu pomnikowe klony i lipy.